# Túquerres
Túquerres ist eine Gemeinde (municipio) im Departamento Nariño in Kolumbien. In Túquerres befindet sich ein Nebensitz der Universidad de Nariño.

## Geographie

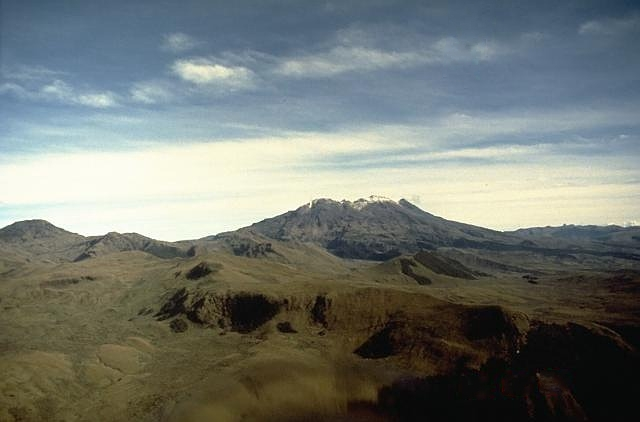
Vulkan Azufral

Túquerres liegt in der Provinz Túquerres in Nariño auf einer Höhe von 3104 m ü. NN, 72 km von Pasto entfernt. Auf dem Gebiet von Túquerres befindet sich der Vulkan Azufral. Die Gemeinde grenzt im Norden an Providencia, im Süden an Sapuyes und Ospina, im Osten an Guaitarilla, Imués und Providencia und im Westen an Santacruz.

## Bevölkerung
Die Gemeinde Túquerres hat 40.159 Einwohner, von denen 17.620 im städtischen Teil (cabecera municipal) der Gemeinde leben (Stand: 2019).

## Geschichte
Es gibt verschiedene Versionen zur Geschichte der Gründung von Túquerres. Entweder wurde der Ort bereits 1447 vom indigenen Kaziken Túquerres gegründet oder 1536 von Geistlichen, die in Begleitung von Sebastián de Belalcázar in die Region kamen oder aber 1541 von Miguel de Muñoz. Túquerres erhielt 1776 den Status eines Corregimientos, 1793 den eines Cantóns. Seit 1864 gibt es die Provinz Túquerres. Eine Gemeinde ist der Ort seit 1933.

## Wirtschaft
Die wichtigsten Wirtschaftszweige von Túquerres sind die Rinderproduktion und die Landwirtschaft. Angebaut werden insbesondere Weizen und Gerste, aber auch Kartoffeln. Neben der Rinderproduktion gibt es Milchproduktion und es werden Schweine, Meerschweinchen und Geflügel gezüchtet.

## Söhne und Töchter der Stadt
- Alex Atapuma (* 1984), Radrennfahrer
- Darwin Atapuma (* 1988), Radrennfahrer
- Edson Calderón (* 1984), Radrennfahrer